# Une veuve en or
Une veuve en or är en fransk-tysk-italiensk komedifilm från 1969 i regi av Michel Audiard.

## Rollista i urval
- Michèle Mercier - Delphine Berger
- Claude Rich - Antoine Berger
- Roger Carel - Aristophane Percankas
- Daniel Ceccaldi - museiintendenten
- Jean-Pierre Darras - Rapha
- Mario David - M. Sigmund
- Folco Lulli - Le Sicilien
- André Pousse - Pierre Déricourt de Savignac
- Jacques Dufilho - detektiven